# Herzogtum Neopatria

Wappen des Herzogtums Neopatria

Das Herzogtum Neopatria (auch Neopatras) war einer der Kreuzfahrerstaaten und bestand von 1319 bis 1390. Es befand sich in Griechenland, im Umkreis der Stadt Neai Patrai (altgriechisch Νέαι Πάτραι, „Neu-Patras“, neugriechisch Neopatra, heute Ypati) im  Sperchios-Tal westlich von Lamia.
1318/19 eroberten die Almogàvers der Katalanischen Kompanie unter Alfons Fadrique d’Aragon die „eiserne Festung“ Siderokastron/Arakowa und den Süden Thessaliens, errichteten das Herzogtum Neopatria (zu dem neben anderen Orten auch Lidoriki, Zeitun, Gardiki, Domokos und Pharsala gehörten) und vereinigten es mit dem Herzogtum Athen. Es wurde in die Verwaltungsbezirke (capitanies) Siderocastron, Neopatria und Salona (heute Amfissa) aufgeteilt.
Teile Thessaliens gingen 1337 an die Serben unter Stefan Dušan verloren.
1379, kurz vor seinem Tod, unterstellte Peter IV. von Aragon das Herzogtum der direkten Verwaltung durch die
Krone Aragon. Herzog von Neopatria ist noch heute Bestandteil des vollen Titels des spanischen Monarchen Felipe VI.
1379 eroberte die Navarresische Kompanie im Dienste des Lateinischen Titularkaisers Jacques des Baux Theben und Teile Neopatrias. Die Angriffe des byzantinischen Reiches verringerten nach und nach das Gebiet des Herzogtums. 1390 wurde Neopatras an Nerio I. Acciaiuoli, den Herzog von Athen übergeben, der die Stadt aber schon im Januar 1394 an den osmanischen Sultan Bayezid I. verlor.